# Frankenberg (Hessen)
Frankenberg település Németországban, Hessen tartományban. Lakosainak száma 18 138 fő (2023. december 31.).

## Városrészei
A 12 városrész:
- Dörnholzhausen, 70 fő
- Friedrichshausen, 363 fő
- Geismar, 942 fő
- Haubern, 543 fő
- Hommershausen, 155 fő
- Rengershausen, 394 fő
- Rodenbach, 177 fő
- Röddenau, 1701 fő
- Schreufa, 1170 fő
- Viermünden, 779 fő
- Wangershausen, 192 fő
- Willersdorf, 600 fő (2016-ban)

## Népesség
A település népességének változása:
| Lakosok száma | 17 848 | 17 855 | 17 753 | 17 808 | 17 739 | 18 033 | 18 138 |
|               | 2014   | 2015   | 2017   | 2019   | 2021   | 2022   | 2023   |

## Képek

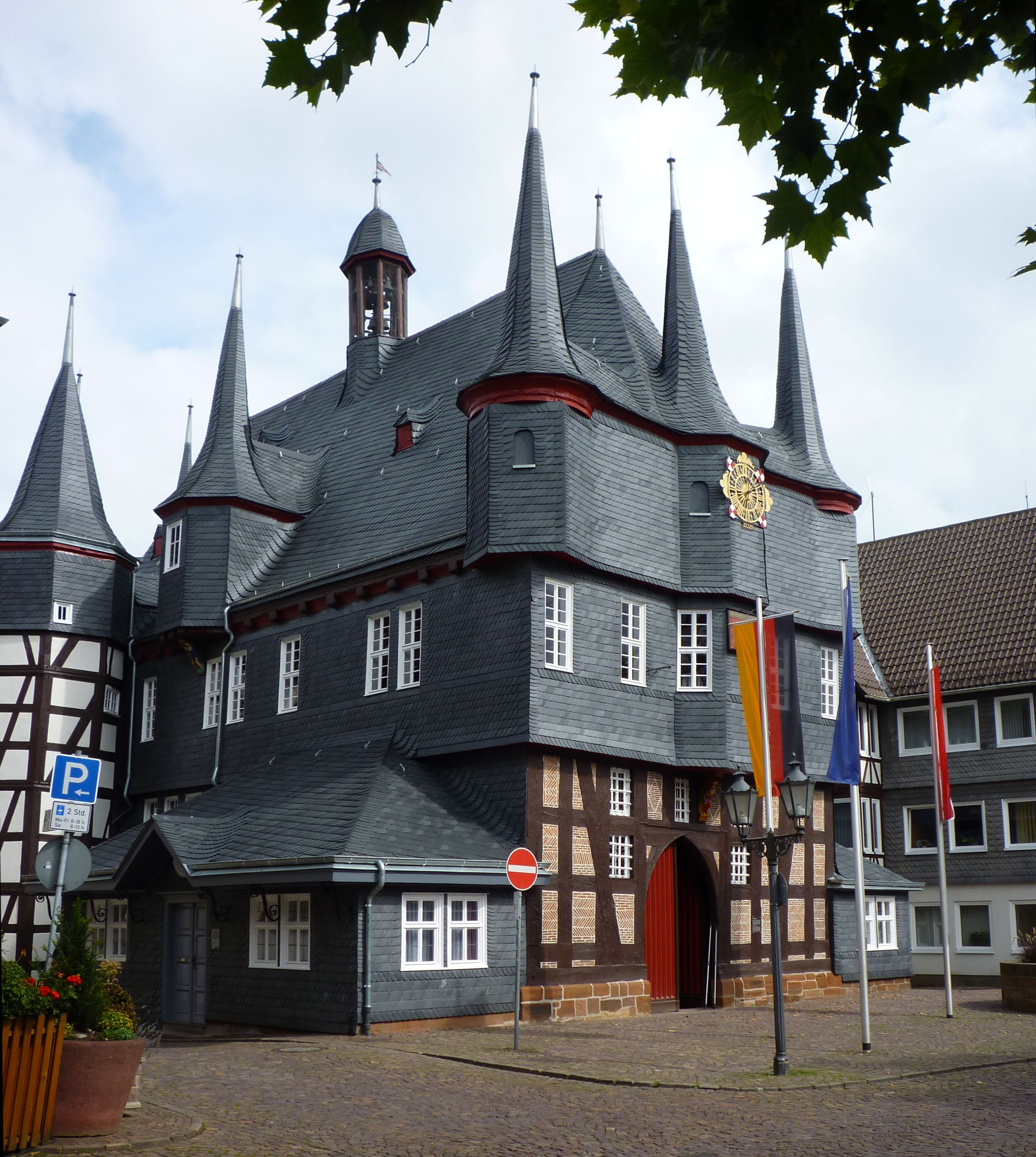
A tanácsház
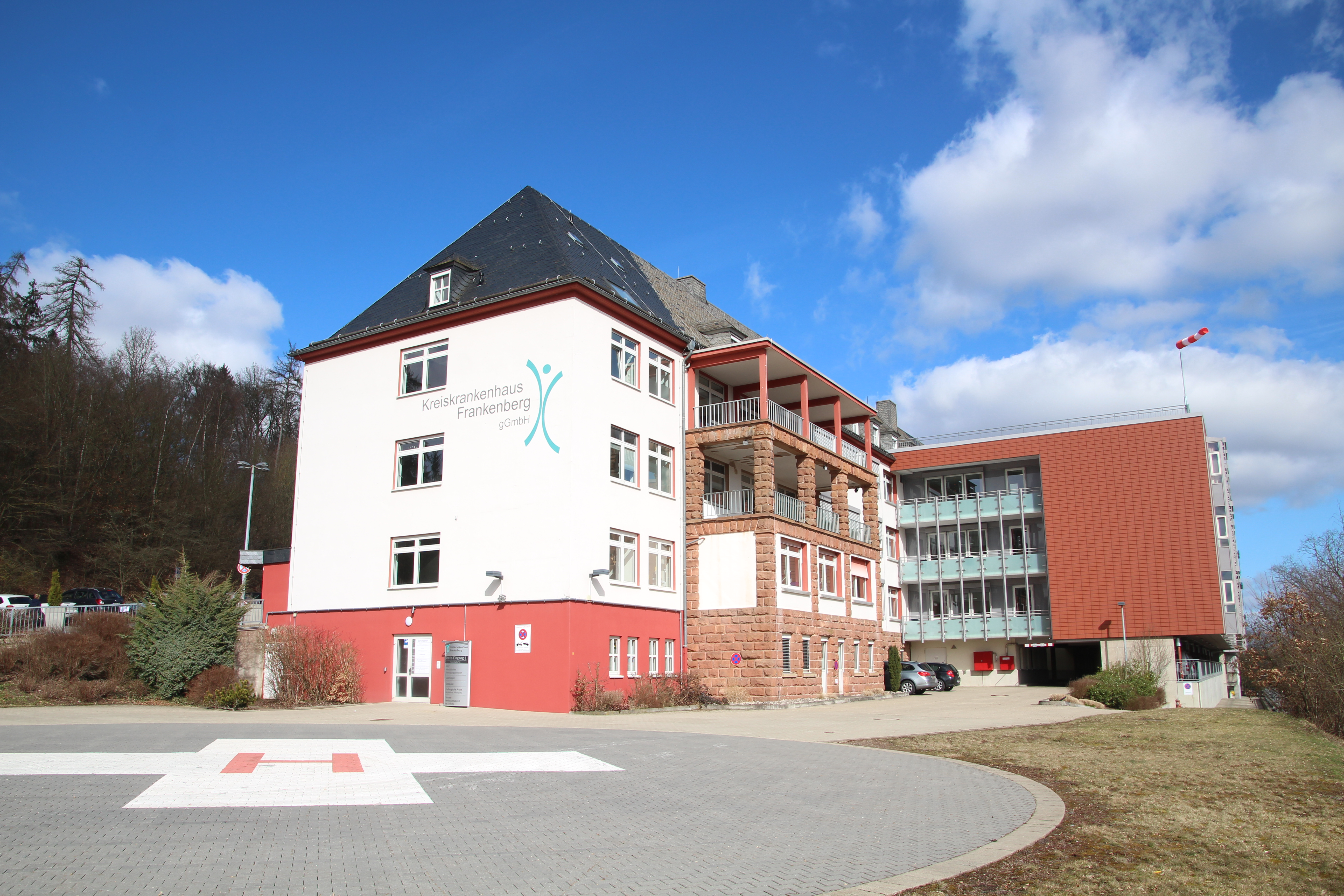
A kórház
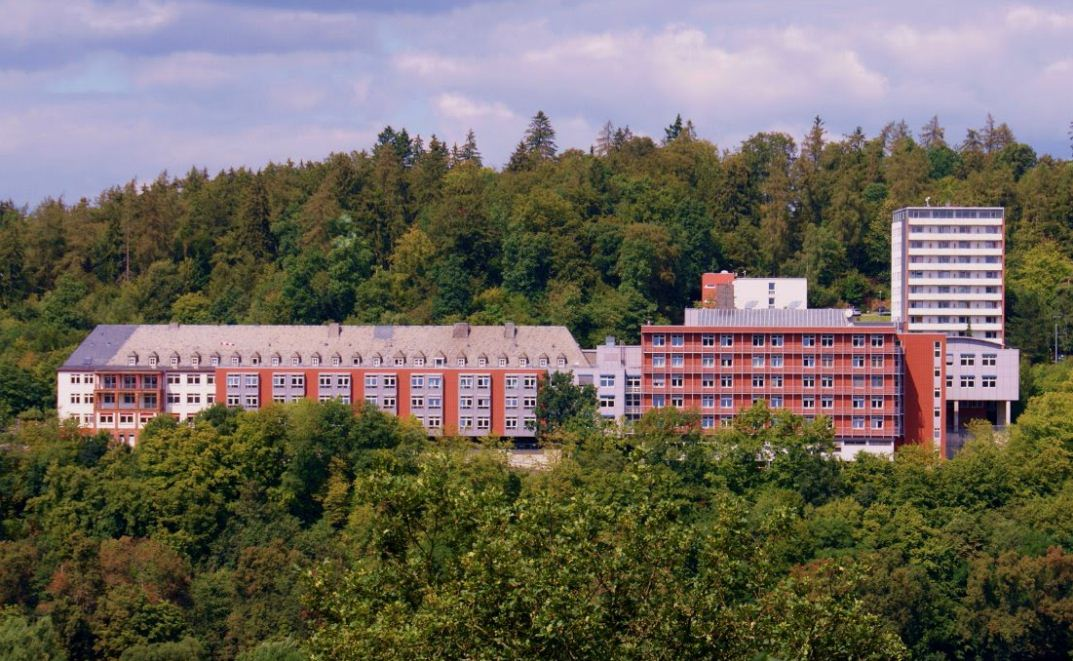
A kórház
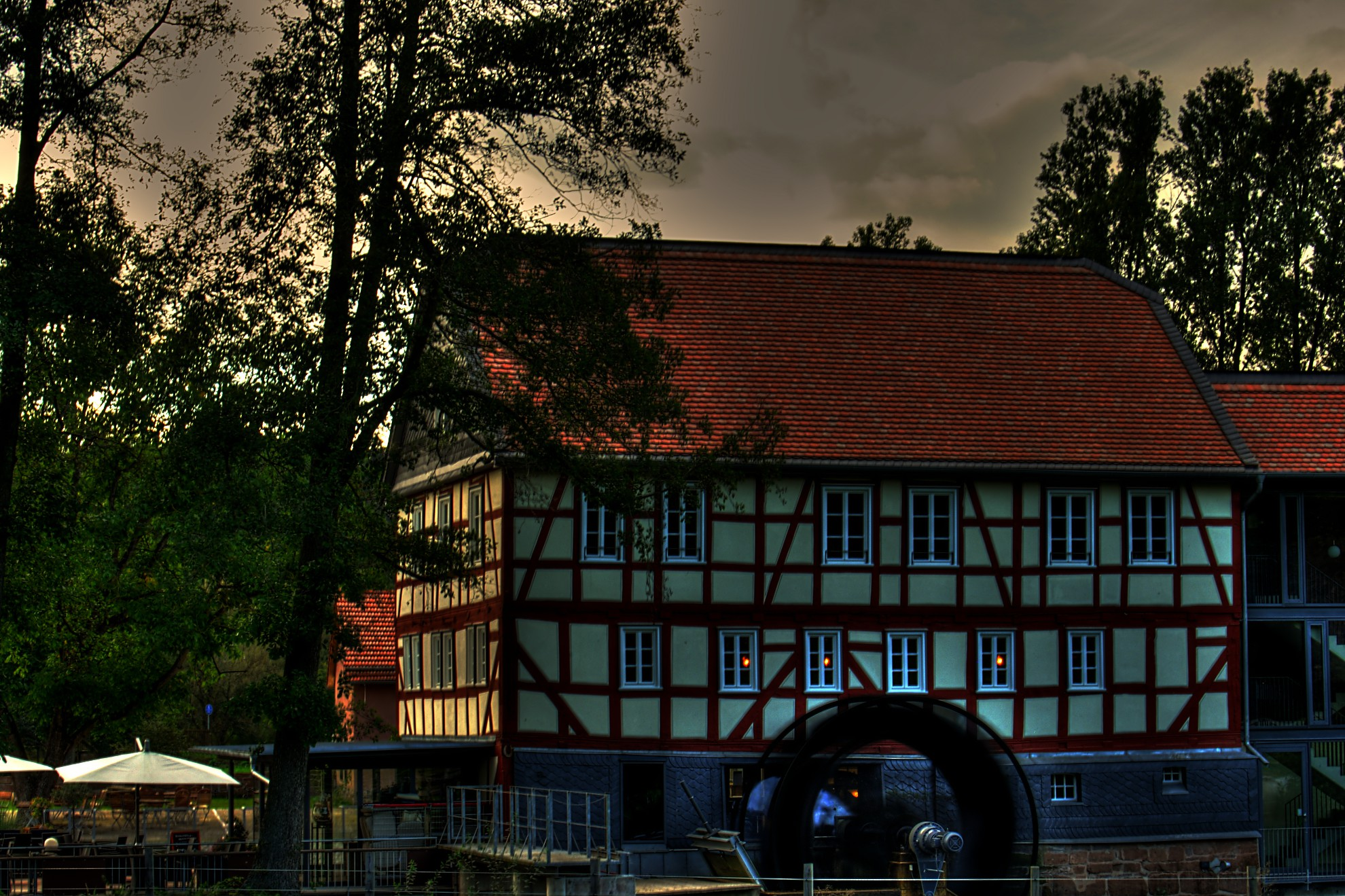
A malom
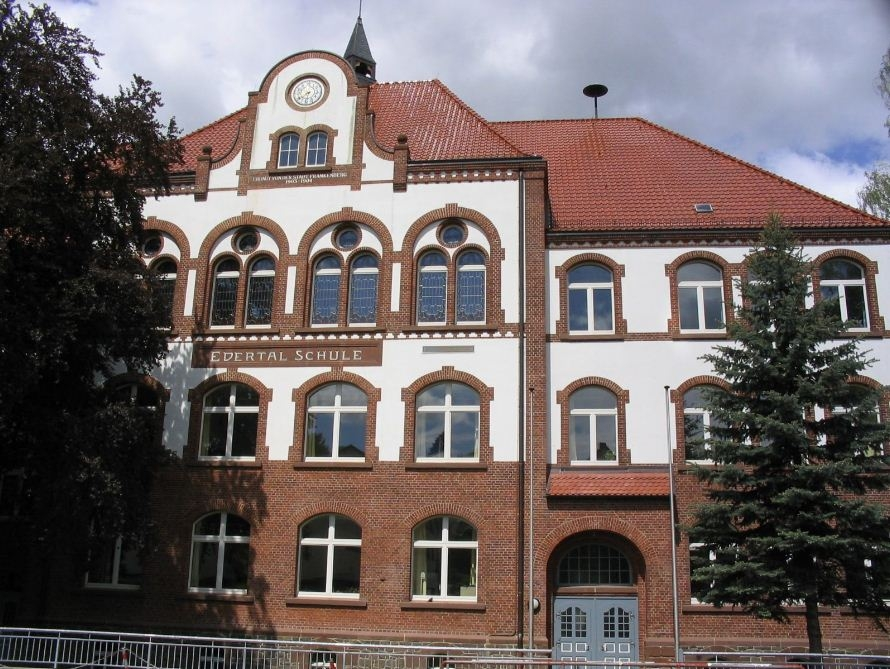
A gimnázium
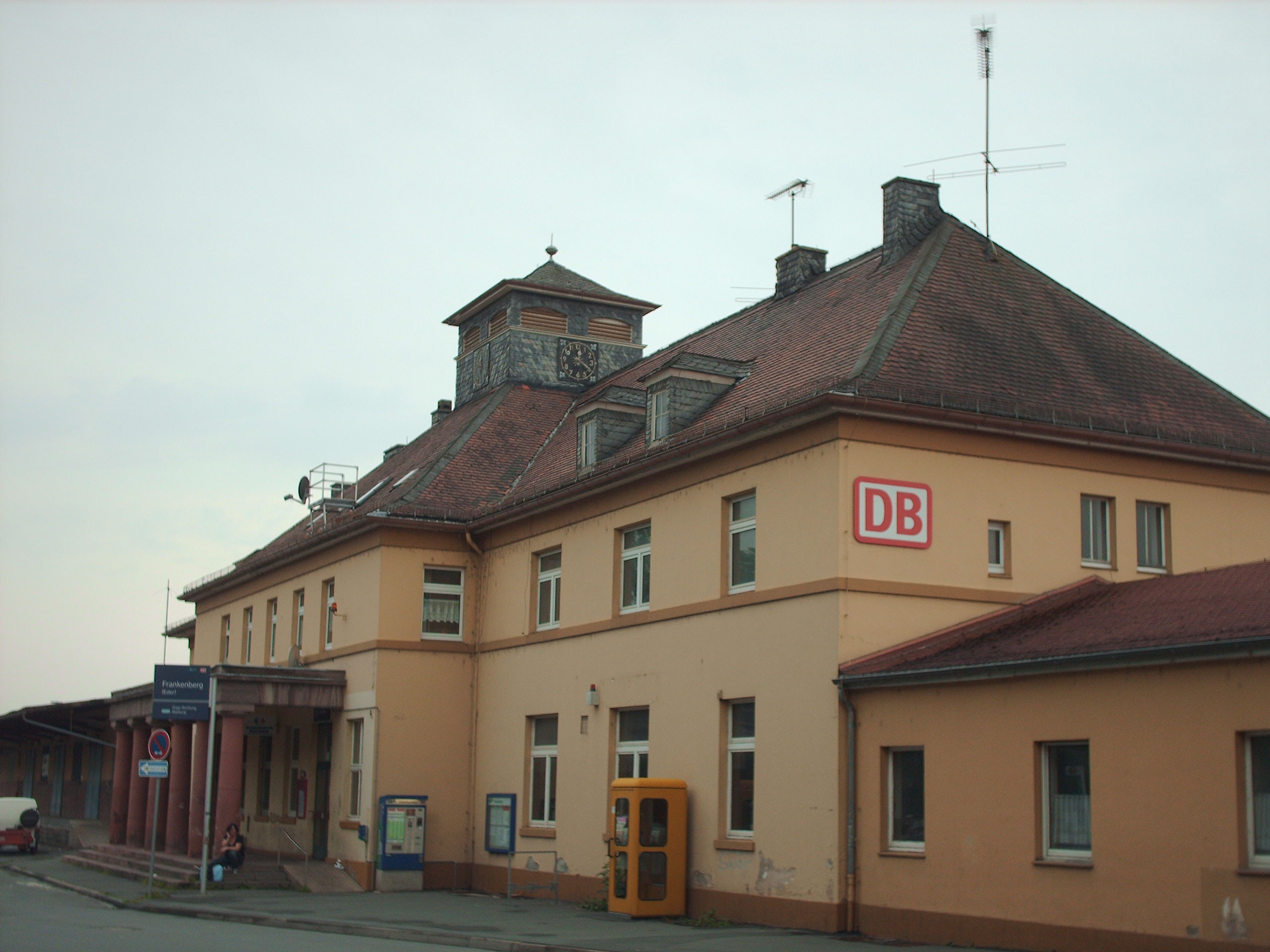
Az állomás